# Rheostat

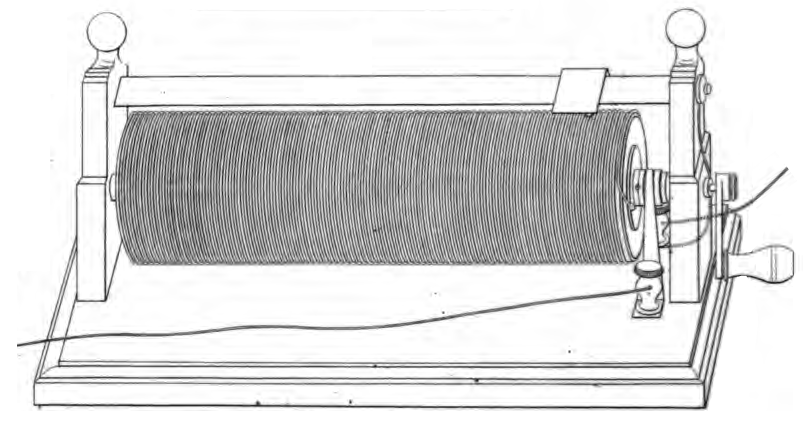
Rheostat auf einer Zeichnung von Charles Wheatstone

Ein Rheostat ist eine historische Bauform eines einstellbaren elektrischen Widerstandes für hohe elektrische Leistung und/oder hohe Präzision und Stabilität (Temperaturstabilität, Langzeitstabilität, gute Kontaktgabe).
Das Prinzip des Rheostaten wurde 1840 von Charles Wheatstone erfunden. Er besteht aus einem Zylinder aus nichtleitendem Material, in der historischen Bauform meist Keramik, um den ein Widerstandsdraht, beispielsweise aus Konstantan, gewickelt ist. Der Widerstandsdraht muss mit einer Isolationsschicht umgeben sein (zum Beispiel Überzug aus einer elektrisch isolierenden Lackschicht wie beim Kupferlackdraht), damit die nebeneinanderliegenden Windungen keinen Kurzschluss verursachen. Die Schleifbahn des Gleitkontaktes muss von der Isolation befreit werden (beispielsweise mit feinem Schleifpapier oder einem Glashaarpinsel). Über einen elektrischen Schleifkontakt, der über den Widerstandsdraht gefahren wird, kann der gewünschte Widerstand eingestellt werden, ohne dabei den Stromkreis zu unterbrechen.
Stufenwiderstände oder auch Widerstandsdekaden besitzen geeignete Schalter wie Drehschalter, die unterbrechungsfrei meist 10 gleiche Einzelwiderstände nacheinander zuschalten.

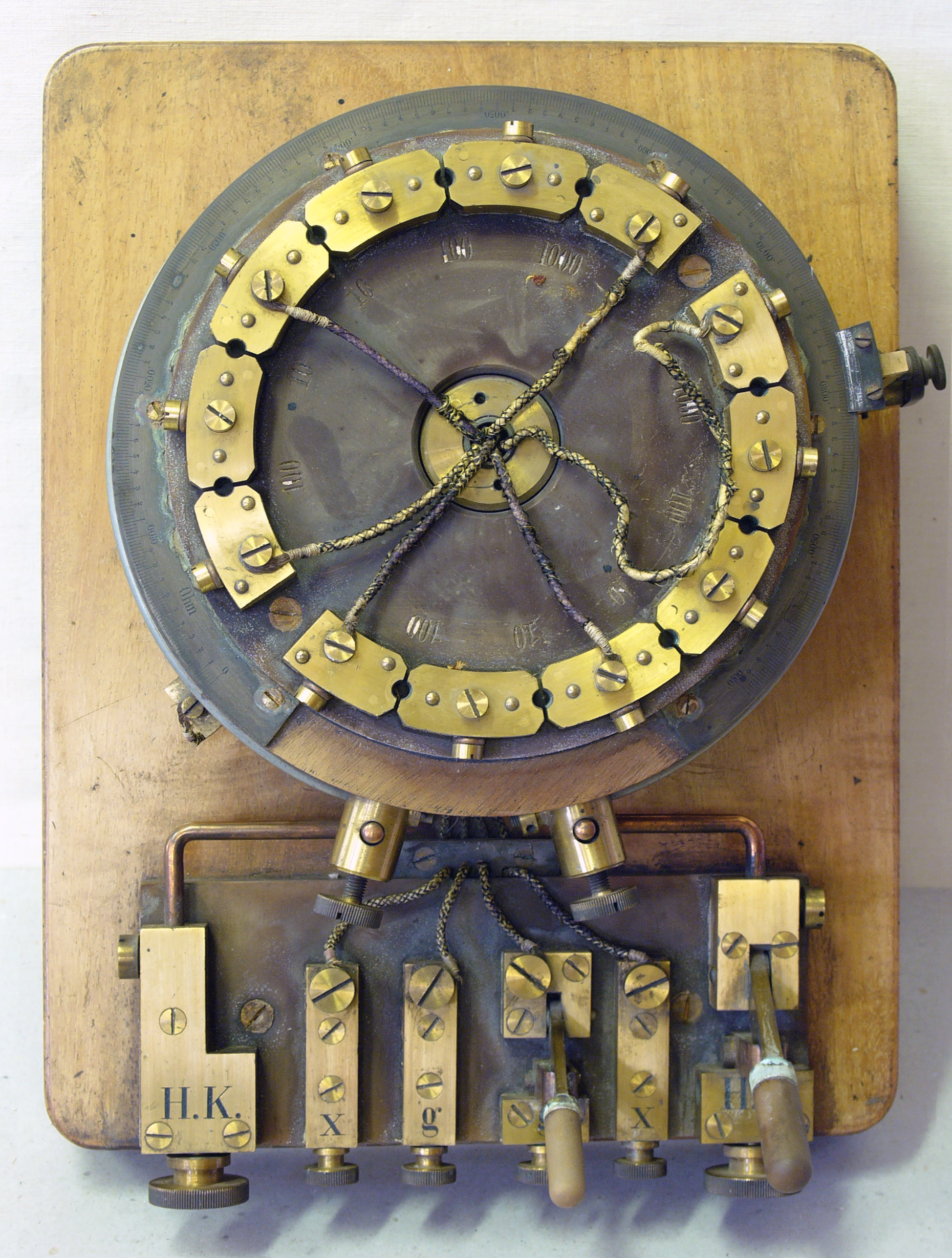
Historische Thomson-Brücke zur Messung kleiner Widerstandswerte. Die Brücke beinhaltet im oberen Bildbereich einen kreisförmig gestalteten Stöpselrheostaten

Der Stöpselrheostat ist eine andere Möglichkeit, Widerstände unterbrechungsfrei zu ändern, jedoch ebenfalls in Stufen. Bei ihm werden Teilwiderstände einer Widerstandskette mit leitfähigen Stöpseln kurzgeschlossen.
Ähnlich wie Rheostate oder Stufenwiderstände waren Anfahrwiderstände aufgebaut, um elektrische Maschinen oder auch Straßenbahnen sanft anzufahren. Da sie zu Wirkungsgrad-Einbußen führen, trifft man sie heute in dieser Anwendung nicht mehr an.
Rheostate werden auch heute in elektrischen Laboren unter anderem als verstellbare elektrische Lasten verwendet.
Im Gegensatz zum deutschen Sprachraum wird besonders im angelsächsischen Sprachgebrauch der Begriff Rheostat für diverse Bauformen von handelsüblichen Drahtpotentiometern verwendet. Beispiel dafür ist das Wendelpotentiometer, bei denen der Kontakt auf einer bifilaren Wicklung aus Widerstandsdraht läuft. Sie sind mehrgängig (mehr als eine Umdrehung vom Anfang bis zum Ende des Widerstandes) und werden zuweilen als Eingabegerät (z. B. Pulsdauer, Frequenz) in Laborgeräten verwendet. Eine weitere verwandte Anwendung sind Winkelgeber in Drehgebern oder Potentiometergebern.